# Île de la Altura
L' Île de la Altura, (en espagnol Isla da Altura  et en galicien Illa da Altura), est une île lacustre située dans Embalse de Portodemouros (es) (réservoir de Portodemouros) de la ville galicienne de Santiso, en Espagne.

## Description
D'une superficie de 58,14 ha, elle se trouve sur la rivière Ulla, et en fait l'un des plus grands de l'intérieur de la Galice. Son territoire est montagneux, non soumis à l'exploitation agricole.
Elle est entièrement entourée par la rivière Iso, affluent de l'Ulla, et a une hauteur au-dessus du niveau maximum du réservoir de 81 m, son élévation maximale par rapport à la mer étant de 325 m. 
Ce n'est que lorsque le niveau de l'eau baisse qu'un isthme se forme à partir de la paroisse voisine de Viñós à Arzúa.

## Galerie

Réservoir de Portodemouros